# Sodomia

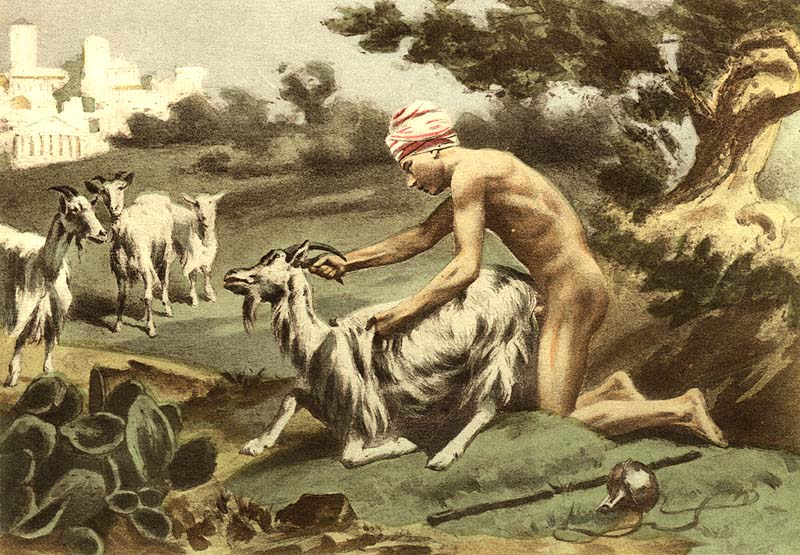
Édouard-Henri Avril, „Ancient Greek sodomising a goat”

Sodomia – w języku polskim termin określający zoofilię. Określane są nim też zachowania homoseksualne w kontekście historycznym, ponieważ były tak one nazywane w przeszłości. Termin ten miał różne znaczenia w różnych okresach historycznych.
W innym ujęciu rzeczownik „sodomici” oznacza mieszkańców Sodomy, biblijnego miasta leżącego nad morzem Martwym. Przypisuje się mu jednak również inne znaczenia, nawiązujące do czynów, jakich mieli się dopuszczać, zgodnie z biblijnym przekazem, mieszkańcy tego miasta. Od średniowiecza „sodomia” oznacza również perwersyjne zachowania seksualne. Takie znaczenie tego terminu wprowadził średniowieczny pisarz Piotr Damiani. Autor Słownika Biblii, W.R.F. Browning, zaznacza, że o Sodomie mówiło się jako o miejscu wielkiej niegodziwości, w jakim dochodziło do prób zbiorowego gwałtu i że nie istnieją żadne racjonalne świadectwa traktujące o jakimkolwiek związku miasta z upowszechnionym dziś pojęciem „przestępstw sodomii”, czyli pejoratywnym określeniem aktów homoseksualnych. Jednak redakcja Biblii Tysiąclecia interpretuje zachowanie mieszkańców Sodomy względem gości Lota jako mające charakter homoseksualny.

## Źródła biblijne

### Opis wydarzeń
Historia zniszczenia Sodomy i Gomory została opisana w Księdze Rodzaju w rozdziałach 18-19. Bóg informuje Abrahama o zamiarze zbadania pogłosek o „występkach” mieszkańców tych miast. Bóg posyła w tym celu do Sodomy aniołów.
W bramie miasta aniołowie zostali powitani przez Lota, który zaprosił ich do swojego domu. Mieszkający w Sodomie mężczyźni otoczyli dom domagając się przyprowadzenia gości Lota, by mogli odbyć z nimi stosunek seksualny. Lot zaproponował mężczyznom wydanie im swoich dziewiczych córek, jako że aniołowie byli jego gośćmi. Pod wpływem wydarzeń aniołowie poprosili o wyprowadzenie przez Lota jego bliskich z Sodomy, gdyż Bóg zamierza zniszczyć miasto, co ostatecznie uczynił, ocalając wyłącznie Lota i jego rodzinę.

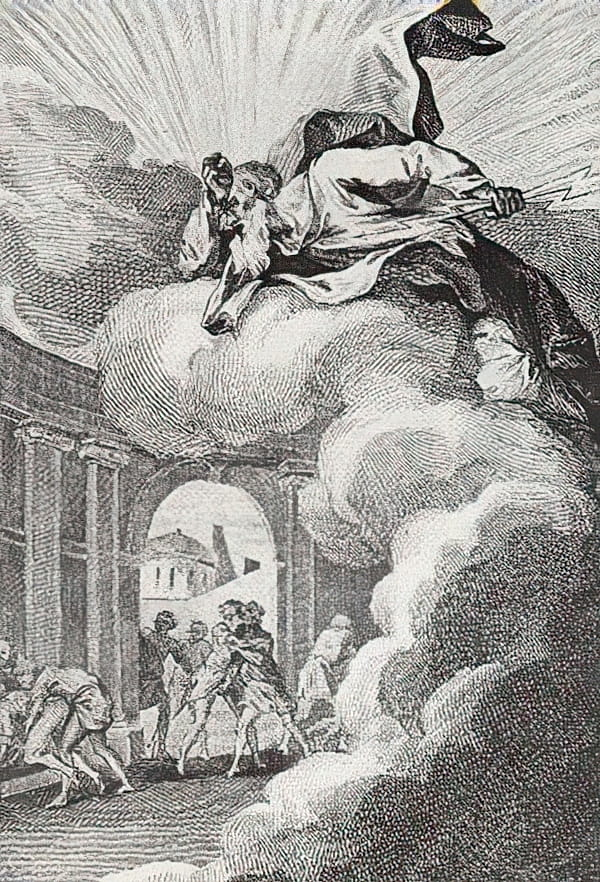
François Elluin, Sodomici wywołują boski gniew, z Le Pot-Pourri de Loth, 1781 r.

### Interpretacja zachowania mieszkańców Sodomy
Motyw Sodomy i Gomory należy do najczęściej pojawiających się w Biblii. Różne fragmenty Pisma Świętego wspominają je m.in. w kontekście: niegościnności, nieobyczajnej seksualności, bądź zaprzestania oddawania Bogu czci w należyty sposób. Dla przykładu prorok Ezechiel przywołuje Sodomę, aby ostrzec zarówno przed grzechami niesprawiedliwości społecznej, jak i niezgodnej z biblijnymi nakazami seksualności.

#### Sodomia jako niegościnność
Napastliwa i pogardliwa postawa mieszkańców Sodomy jest antytezą gościnnej postawy Abrahama opisanej w 18. rozdziale Księgi Rodzaju. Wszyscy Sodomici są ukazani jako całkowite przeciwieństwo gościnności Abrama. Przybywających do miasta aniołów powitał wyłącznie Lot, który nie pochodził z tego miasta. Sodomici swoją postawą okazali brak gościnności wobec Lota oraz, przede wszystkim, wobec przybyszów, dążąc do gwałtu. W sposób dramatyczny waga gościnności ujawnia się, gdy Lot dla ochrony przybyszów jest gotów poświęcić swoje córki. Tekst biblijny nie pochwala decyzji Lota, lecz daje nam do zrozumienia, że wartość gościnności przewyższała w ówczesnych warunkach społeczno-kulturowych godność kobiet. Zdaniem autorów fakt, że zniszczenie Sodomy i Gomory było konsekwencją braku gościnności, jest zgodnym wnioskiem egzegetów.
W Ewangeliach św. Łukasza i Mateusza motyw zniszczenia Sodomy i Gomory pojawia się w kontekście groźby wobec niegościnnych miast, które odrzuciły posłańców Dobrej Nowiny. Mieszkańcy Sodomy dopuszczali się licznych grzechów, jednakże większy grzech popełniają ci, którzy odrzucają Królestwo Boże. Problemem nie była sodomia rozumiana tradycyjnie jako homoseksualizm, a sodomia wyrażająca się w niegościnności.

#### Sodomia jako usiłowanie homoseksualnego gwałtu
W przytoczonej opowieści mieszkańcy Sodomy nie kryli swoich jednoznacznie seksualnych zamiarów. Choć większość polskich przekładów Biblii wymienia w tym kontekście niejednoznaczne, eufemistyczne określenia stosunku płciowego, to tekst hebrajski używa w tym miejscu pojęcia poznać (jdʻ), które generalnie opisuje pożycie małżeńskie (zob. Rdz 4,1,17,25; Sdz 11,39 i Łk 1,34). Wątpliwości co do charakteru tych kluczowych słów rozwiewa rozwój akcji. Lot w odpowiedzi na żądanie sodomitów jest gotów dla obrony gości oddać swoje córki, wspominając fakt ich dziewictwa. Aniołowie nie wyrazili ochoty na współżycie z mieszkańcami Sodomy oraz bronili się.
Goście Lota byli aniołami. Zgodnie z angelologią anioły nie mają płci. Tym niemniej w wielu polskich przekładach Biblii aniołowie są opisani jako mężczyźni. Zachowanie mieszkańców Sodomy wobec gości Lota interpretuje się zatem jako homoseksualne.
Sodomę w kontekście nieobyczajnej seksualności wspomina również autor księgi Jeremiasza, drugiego listu św. Piotra oraz listu św. Judy.

#### Sodomia jako bezbożność
W Księdze Powtórzonego Prawa Sodoma i Gomora jest paradygmatem bałwochwalstwa. Los, jaki spotkał te miasta, pełni rolę ostrzeżenia dla ludu Bożego wszystkich czasów. Autor natchniony wyjaśnia przyczynę kary spadającej na Izrael wyznawaniem innych bogów.
Izajasz nazywa przywódców Izraela wodzami sodomskimi, ponieważ nie liczą się z prawem Bożym koncentrując się na zewnętrznych rytuałach. Prorok poucza ich, że powinni troszczyć się o sprawiedliwość społeczną. W tradycji prorockiej grzechy Sodomy i Gomory są synonimem niesprawiedliwości społecznej panującej w Izraelu i zapowiadają nadchodzącą karę.

## Sodoma i Gomora w pismach Ojców Kościoła
Orygenes w swojej homilii do Księgi Rodzaju: Słuchajcie tego wy, którzy zamykacie swoje domy dla gości! Słuchajcie tego wy, którzy stronicie od podróżnego jako wroga! Lot żył wśród Sodomitów. Nie czytamy o żadnych innych jego dobrych uczynkach: (…) uniknął płomieni, uniknął ognia tylko dzięki jednej rzeczy. Otworzył dom swój dla gości. Aniołowie weszli do gościnnego domostwa; płomienie wtargnęły do domów zamkniętych dla gości (Homilie o Księdze Rodzaju XII, s.188–189). Również Jan Chryzostom w Homiliach na Księgę Rodzaju dostrzega grzech mieszkańców Sodomy w braku gościnności.
Św. Augustyn w swoich Wyznaniach utożsamia sodomitów z homoseksualizmem, a ten z grzechem przeciwko naturze (III, 8). Podobnie czyni to w Państwie Bożym (16,30).
Grzech sodomii wśród duchownych potępiony został w oficjalnych dokumentach papieża św. Piusa V.

## Alternatywne interpretacje pojęcia „sodomii”
W języku angielskim słowo ang. sodomy najczęściej oznacza stosunek analny, ale także seks oralny lub stosunek seksualny ze zwierzęciem, w tym synonim słowa ang. bestiality, oraz może też oznaczać każdy seks nie służący prokreacji. Tak zwane ustawy o sodomii penalizowały wszystkie powyższe zachowania na terenie wielu krajów. W praktyce, przepisy zakazujące sodomii rzadko były egzekwowane w stosunku do par heteroseksualnych i w większości przypadków były stosowane przeciwko osobom homoseksualnym.
W niektórych tekstach popularyzatorskich grzech sodomitów jest rozumiany jako grzech rozwiązłości płciowej. Inni publicyści, na podstawie badań historyczno-krytycznych oraz danych biblijnych i patrystycznych, w przewinieniu biblijnych Sodomitów dostrzegają nie tyle kwestie seksualne, co problem niegościnności. Zdaniem autorów, w ówczesnej kulturze bliskiego wschodu gościnność była bardzo istotną cnotą, a wykroczenia przeciw niej aktem dogłębnie niemoralnym.
Dawniej termin sodomia stosowano w znaczeniu homoseksualizm. Współcześnie jest on tak stosowany przez środowiska nieprzychylne koncepcji praw osób LGBT. Katechizm Kościoła Katolickiego w punkcie 2357, wykładając naukę Kościoła Katolickiego na temat homoseksualizmu, nie stosuje tego terminu.